# Einar Sjövall
Per Gustaf Einar Sjövall, född den 7 juni 1879 i Lund, död den 9 juli 1964 i Brönnestads församling, var en svensk läkare och universitetslärare. 
Sjövall blev medicine licentiat vid Lunds universitet 1904, medicine doktor 1906 och juris hedersdoktor vid Lunds universitet 1944. Han var biträdande läkare vid Lunds hospital 1906–1907, blev docent i nervpatolologi 1906, assistent vid patologiska institutionen 1908 och professor i patologisk anatomi och rättsmedicin i Lund 1914–1944. Han var lärare i rätts- och statsmedicin där 1944–1950, vid Göteborgs medicinska högskola 1952 och var Lunds universitets prorektor 1939–1944.
Sjövall invaldes i Kungliga Fysiografiska Sällskapet i Lund 1912 och blev hedersdoktor vid Oslo universitet 1938. Han var stadsfullmäktig 1911–1920 (socialdemokrat), landstingsman 1919–1930, ledamot av Medicinalstyrelsens vetenskapliga råd 1921–1944, av nykterhetsundervisningskommittén 1917, av lasarettsstadgekommittén 1926, av steriliseringskommittén 1927, av serafimerlasarettskommittén 1935 (ordförande), av statsstipendiekommittén 1937, av läkareutbildningssakkunniga 1938, av strafflagsberedningen 1941–1943. 
Sjövall utgav vetenskapliga arbeten i histologi, patologi och rättsmedicin, var medredaktör för Handbok i alkoholfrågan och Handledning för lärare vid nykterhetsundervisning och författade bandet Rättsmedicin i Kriminologisk Handbok (1946, andra, omarbetade upplagan 1959).
Einar Sjövall var brorson till Ossian och Hjalmar Sjövall. Även Sjövalls hustru, Anna Matilda Ulrika född Freidenfelt, var läkare. Sonen Hjalmar Sjövall följde i föräldrarnas yrkesval. Makarna är begravna på Norra kyrkogården i Lund.